# Pauwoogdaggekko
De pauwoogdaggekko (Phelsuma quadriocellata) is een hagedis die behoort tot de gekko's. Het is een van de soorten madagaskardaggekko's uit het geslacht Phelsuma.

## Naam en indeling
De wetenschappelijke naam van de soort werd voor het eerst voorgesteld door Wilhelm Peters in 1884. Ook werd door Peters de wetenschappelijke naam Pachydactylus quadriocellatus gebruikt. De soortaanduiding quadri(-)ocellata betekent vrij vertaald 'voorzien van vier oogvlekken'.

### Ondersoorten
De soort wordt verdeeld in drie ondersoorten die onderstaand zijn weergegeven, met de auteur en het verspreidingsgebied.
| Naam                               | Auteur        | Verspreidingsgebied                     |
| ---------------------------------- | ------------- | --------------------------------------- |
| Phelsuma quadriocellata bimaculata | Kaudern, 1922 | Noordoostelijk Madagaskar               |
| Phelsuma quadriocellata lepida     | Krüger, 1993  | Noordoostelijk Madagaskar, Nosy Mangabe |
| Phelsuma quadriocellata            | Peters, 1883  | De rest van het areaal.                 |

## Uiterlijke kenmerken
De totale lichaamslengte inclusief de staart varieert per ondersoort, de nominale ondersoort P. q. quadriocellata wordt ongeveer elf centimeter lang, P. q. bimaculata blijft aanmerkelijk kleiner tot ongeveer 9 cm en de ondersoort P. q. lepida wordt met een lengte van 10 tot bijna 13 cm het langst. De hagedis heeft 68 tot 77 schubbenrijen op het midden van het lichaam.
Deze soort is eenvoudig te herkennen aan de vier oogvlekken, één in iedere pootoksel. De oogvlekken zijn zwart met een lichtblauwe omzoming. De pauwoogdaggekko heeft meestal een blauwe flankstreep en kleine oranje vlekjes op de rug die geen echt patroon maar een grote vage oranje vlek vormen, de rest van het lichaam heeft een heldergroene kleur zoals de meeste Phelsuma- soorten.

## Levenswijze
De pauwoogdaggekko is een dagactieve soort die meestal verticaal tegen een boom of stengel geplakt zit met de kop naar beneden; bij veel hagedissen is deze positie nodig om de spijsvertering goed te laten functioneren. De gekko leeft zoals alle madagaskardaggekko's van insecten en nectar. Het dier neemt graag een zonnebad. De vrouwtjes zetten eieren af, dit zijn er altijd twee per keer maar ze kunnen meerdere keren per jaar een legsel produceren.

## Verspreiding en habitat
De soort komt voor in delen van Afrika en leeft endemisch in Madagaskar inclusief de omliggende eilanden Nosy Be, Nosy Komba en Nosy Mangabe. De habitat bestaat uit vochtige tropische en subtropische laaglandbossen. Ook in door de mens aangepaste streken zoals plantages, landelijke tuinen, stedelijke gebieden en aangetaste bossen kan de hagedis worden gevonden. De soort is aangetroffen op een hoogte van ongeveer 720 tot 1350 meter boven zeeniveau.

## Beschermingsstatus
Door de internationale natuurbeschermingsorganisatie IUCN is de beschermingsstatus 'veilig' toegewezen (Least Concern of LC).